# Митано Дуе (Венеција)
Митано Дуе је насеље у Италији у округу Венеција, региону Венето.
Према процени из 2011. у насељу је живело 158 становника. Насеље се налази на надморској висини од 8 м.